# 头曼
頭曼（？—前209年），挛鞮氏，為歷史上有記載的最早一代匈奴单于。
頭曼在位时，匈奴据有今河套一带，东连东胡，西毗月氏，北接丁零，南邻秦国。秦始皇三十二年（公元前215年），秦始皇派遣蒙恬征討匈奴，取得黃河以南的土地，头曼則因無法擊退秦軍，而率匈奴朝北遷徙。秦朝沿边为塞筑四十四城，并增修长城以抵御。秦始皇死後不久，中國各地開始起兵反秦，過去駐守邊疆的軍隊都被調回，匈奴也趁機又渡過黃河以南，與中國交界於舊長城。
頭曼長子名叫冒頓，為儲君。後頭曼欲予廢除冒頓，立其繼室之子，遂將冒頓送到月氏做政治人質，並攻打月氏。月氏國打算殺掉冒頓，冒頓偷得月氏的良馬才僥倖逃回匈奴。頭曼看到長子冒頓勇敢壯烈之舉，就讓他統領騎兵一萬人。冒頓生起報復篡位之心，私下訓練軍隊，並要求當他以響箭射向何處，部隊即射向何處，不從者斬。他由平常打獵鳥獸開始，再先後以其所得良馬、其愛妾、以至伺機以其父愛馬為目標，處死隊中所有不敢隨令射箭者。其後到時機成熟，一次父子打獵，冒頓即將響箭射向頭曼，部眾萬箭齊發，射死頭曼，隨即政變，殺死後母、幼弟及不服他的大臣；於秦二世元年（公元前209年），自立為单于。

## 詞源
“頭曼”一詞據認為與蒙古语 түмэн（tümen，“一万”）、突厥语 tümen（“一万”）、波斯语 （toman，“一万”）、焉耆语 tmāṃ、龟兹语 t(u)māne（“一萬、大數”）是同源詞（同样的词亦被借进“图们江”、“土默特”、“秋明”的名称中），原指軍銜而非人名，意指“率領一萬大軍的將軍”。但“頭”字中古定母，與上述語言的詞首清音 t- 不符。